# Calca (província)
Calca é uma província do Peru localizada na região de Cusco. Sua capital é a cidade de Calca.

## Distritos da província
- Calca (distrito)
- Coya
- Lamay
- Lares
- Pisac
- San Salvador
- Taray
- Yanatile